# Sandy Baltimore
Sandy Madeleine Baltimore (Colombes, 19 de febrero de 2000) es una futbolista francesa. Juega como delantera en el Chelsea de la FA Women's Super League de Inglaterra. Es internacional con la selección de Francia.

## Biografía
De origen guadalupeño, Sandy Madeleine Baltimore creció en Ermont en el departamento de Val-d'Oise con su hermano y hermana pequeña. Su padre trabajaba en el aeropuerto y su madre en la cocina de un colegio. Comenzó a patear el balón en la escuela de su pueblo junto a otros niños y a la edad de 10 años la invitan a unirse a un club juvenil masculino. Al principio su padre se mostró reacio porque quería que su hija jugara con niñas. Finalmente, accede a inscribirla en el club de su ciudad, el Cosmo Ermont Taverny. Durante un año hizo boxeo, pero rápidamente volvió al fútbol.

## Trayectoria
En 2015, mientras jugaba en la sub-14 de su club, fue descubierta por el entrenador de la cantera del PSG. Así, a los 15 años, se incorporó a la selección sub-19 del club parisino como una de sus jugadoras más jóvenes. Inicialmente jugó como extremo izquierdo pero finalmente volvió a la posición de lateral izquierdo a pedido del entrenador. Ganó el título de campeona de Francia Sub-19 tres veces en 2016, 2017 y 2019.

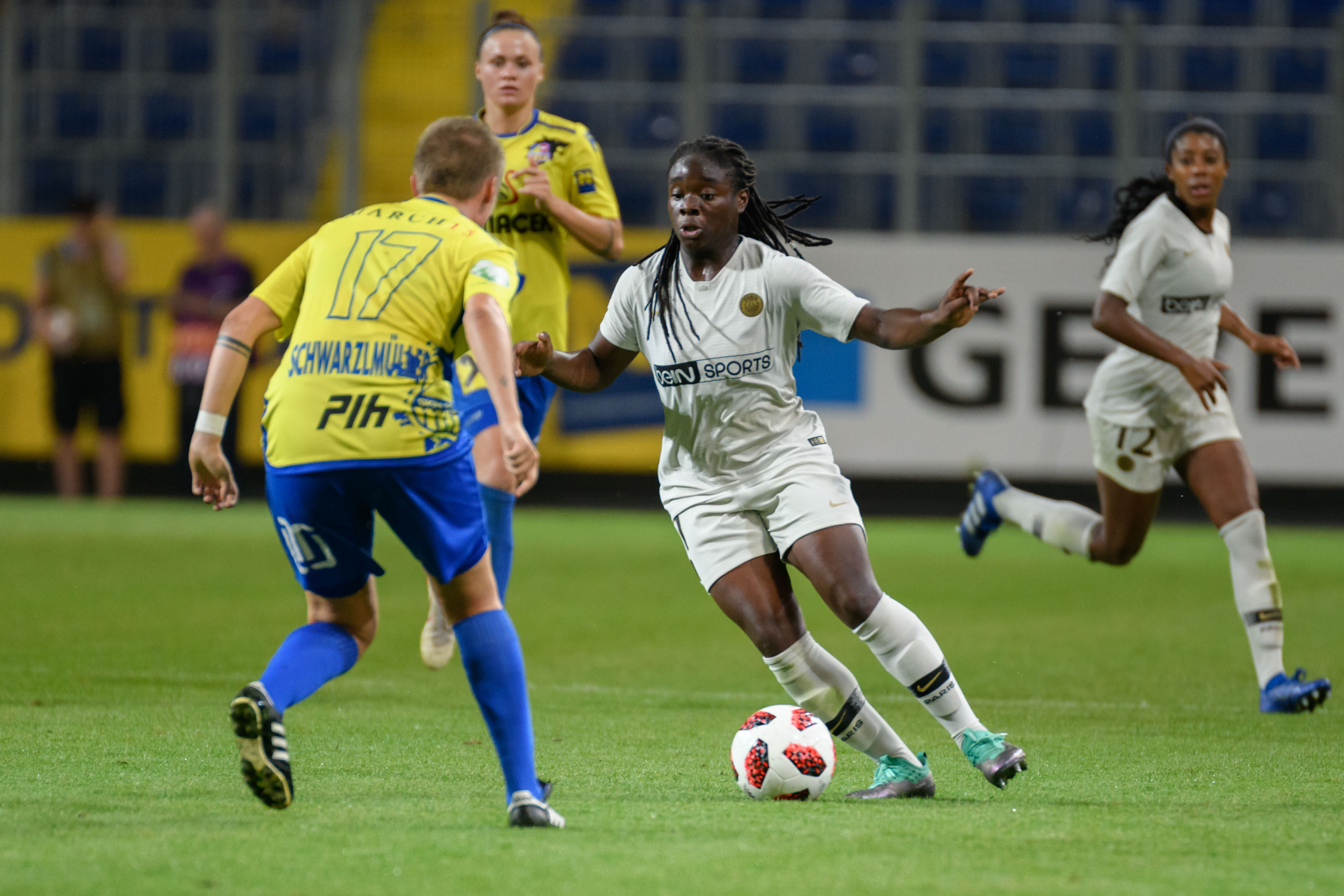
Baltimore contra el SKN St. Pölten en 2018.

Debutó en el primer equipo el 9 de octubre de 2016, reemplazando a Hawa Cissoko en una victoria por 3-0 contra el Metz en la Division 1 Féminine. En abril de 2018, en su octavo partido con el PSG (cuarto como titular) en la temporada 2017-18, contribuyó con un doblete en la goleada 4-0 ante el Marsella. Firmó su primer contrato profesional con el club parisino al final de la temporada, tras  ganar la Copa de Francia de 2017-18.
Durante la temporada 2020-21 registró 8 goles y 10 asistencias, afiansándose en el once inicial y formando junto a Katoto y Diani un ataque explosivo. Cerró el año siendo votada como mejor promesa de la liga durante los Trofeos de la UNFP.

## Selección nacional
En la sub-17 de Francia registró 10 partidos en 2017 y una eliminación en la fase de grupos de la Eurocopa Sub-17 de 2017. Participó en la Copa del Mundo Sub-20 de 2018, con las francesas cayendo en semifinales.
Baltimore formó parte de la selección sub-19 de Francia que ganó el Campeonato Europeo Sub-19 de 2019. La delantera marcó el gol del 1-1 parcial ante Alemania para que luego su compañera Maëlle Lakrar sentenciara el 2-1 definitivo que le dio a las francesas su quinto título en la historia del torneo.
Debutó con la selección absoluta de Francia en la Clasificación para la Eurocopa 2022, en una aplastante victoria por 12-0 contra Kazajistán el 1 de diciembre de 2020, entrando como substituta de Amel Majri en el minuto 46 del partido y marcando su primer gol en la selección mayor.

## Estadísticas

### Clubes
| Club                | País       | Año           |
| ------------------- | ---------- | ------------- |
| Paris Saint-Germain | Francia    | 2016-2024     |
| Chelsea             | Inglaterra | 2024-presente |

## Palmarés

### Títulos nacionales
| Título              | Club                | País    | Año     |
| ------------------- | ------------------- | ------- | ------- |
| Division 1 Féminine | Paris Saint-Germain | Francia | 2020-21 |
| Copa de Francia     | Paris Saint-Germain | Francia | 2017-18 |
| Copa de Francia     | Paris Saint-Germain | Francia | 2021-22 |

### Títulos internacionales
| Título                    | Equipo  | Sede    | Año  |
| ------------------------- | ------- | ------- | ---- |
| Campeonato Europeo Sub-19 | Francia | Escocia | 2019 |

(*) Incluyendo la Selección

### Distinciones individuales
| Distinción                             | Año     |
| -------------------------------------- | ------- |
| Mejor Once del Europeo Sub-19          | 2019    |
| Jugadora Joven del Año (Trophées UNFP) | 2020-21 |
| Equipo del Año (Trophées UNFP)         | 2020-21 |
| Jugadora Joven del Año (Trophées FFF)  | 2020-21 |
| Equipo del Año (Trophées FFF)          | 2020-21 |